# Wilhelm Kauermann
Wilhelm Kauermann (* 21. Juli 1898 in Bochum-Langendreer; † 18. November 1973 in Castrop-Rauxel) war ein deutscher Politiker (SPD).

## Leben und Beruf

### Leben
Wilhelm Kauermann wurde als Sohn eines Bergarbeiters in Bochum-Langendreer geboren und arbeitete zunächst als kaufmännischer Angestellter in einer Buchdruckerei mit Zeitungsverlag in Bochum. Im Alter von 18 Jahren wurde er 1916 als Soldat eingezogen und nahm am Ersten Weltkrieg teil. Nach dem Ende des Krieges arbeitete er zunächst als Bergmann in Bochum-Werne und fand 1921 eine Anstellung beim Bergarbeiterverband in Bochum, wo er ab 1928 die Geschäftsführung der Vermögensverwaltung der Buchdruckerei innehatte. Kauermann war seit seiner Jugend politisch und gewerkschaftlich engagiert und verlor nach der Auflösung der Gewerkschaften im Mai 1933 (→Gleichschaltung) durch die Nationalsozialisten seine Arbeit.
Nach einer Zeit der Erwerbslosigkeit betrieb er von 1936 bis zum Kriegsausbruch 1939 ein Papier- und Schreibwarengeschäft in Ickern, einem Ortsteil von Castrop-Rauxel. 1939 wurde Kauermann erneut zum Kriegsdienst eingezogen und war bis zum Kriegsende als Unteroffizier in einer Sanitätseinheit tätig. Er kehrte 1945 nach Castrop-Rauxel zurück und nahm sein 1933 unterbrochenes politisches Engagement wieder auf. Er wurde Vorsitzender des Ickerner Ortsvereins der SPD und war zeitweilig auch 2. und später 1. Vorsitzender des Standverbandes der Partei. Für die IG Bergbau war er zudem von 1948 bis 1963 als Geschäftsführer für die Vermögensverwaltung tätig.
Wilhelm Kauermann war verheiratet mit Änne Kauermann (geb. Kollmann, * 21. Juli 1902, † 11. März 1988) und hat einen Sohn, Hans Kauermann und drei Enkelkinder, Kerstin, Silke und Göran Kauermann.

### Öffentliche Ämter
Nach dem Krieg gehörte Kauermann zunächst ab Oktober 1946 der Stadtvertretung von Castrop-Rauxel an und wurde am 31. Oktober 1946 zum Bürgermeister gewählt. Kauermann amtierte anschließend 23 Jahre von 1948 bis zum 31. Mai 1971 als Oberbürgermeister der Stadt Castrop-Rauxel und war damit bei seinem Rücktritt aus gesundheitlichen Gründen dienstältester Oberbürgermeister in Nordrhein-Westfalen. Seine politischen Schwerpunkte waren in dieser Zeit die Förderung des Sports, die Jugendarbeit, die Förderung der Bildung und der Ausbau europäischer Städtepartnerschaften.

## Ehrungen
- 16. Dezember 1965 Bundesverdienstkreuz 1. Klasse
- 3. Juni 1971 Ehrenbürger der Stadt Castrop-Rauxel
- Benennung eines Seniorenheims in Castrop-Rauxel nach Wilhelm Kauermann[1]